# Unió Esportiva Altea
La Unión Deportiva Altea és un equip de futbol amb seu a Altea, al País Valencià. Va ser fundat l'any 1962, i juga a Primera Regional. Celebra els partits a casa a l'estadi de Garganes, que té una capacitat de 2.000 seients.

## Temporada a temporada
| Temporada | Nivell | Divisió    | Posició | Copa del Rei |
| --------- | ------ | ---------- | ------- | ------------ |
| 1962–00   | 5      | Regional   | —       |              |
| 2000/01   | 6      | 1a Reg.    | 1r      |              |
| 2001/02   | 5      | Reg. Pref. | 4t      |              |
| 2002/03   | 5      | Reg. Pref. | 5è      |              |
| 2003/04   | 5      | Reg. Pref. | 4t      |              |
| 2004/05   | 5      | Reg. Pref. | 6è      |              |
| 2005/06   | 5      | Reg. Pref. | 9è      |              |
| 2006/07   | 5      | Reg. Pref. | 6è      |              |
| 2007/08   | 5      | Reg. Pref. | 5è      |              |
| 2008/09   | 5      | Reg. Pref. | 3r      |              |
| 2009/10   | 5      | Reg. Pref. | 7è      |              |
| 2010/11   | 5      | Reg. Pref. | 1r      |              |
| 2011/12   | 4      | 3a         | 22nd    |              |
| 2012/13   | 5      | Reg. Pref. | 16è     |              |
| 2013/14   | 6      | 1a Reg.    | 5è      |              |
| 2014/15   | 6      | 1a Reg.    | 11è     |              |
| 2015/16   | 6      | 1a Reg.    | 1r      |              |
| 2016/17   | 5      | Reg. Pref. | 16è     |              |
| 2017/18   | 6      | 1a Reg.    | 4t      |              |

- 1 temporada a Tercera Divisió
- 49 temporades a Categories Regionals